# Агораномия
Агораномия — область экономики (как совокупности отраслей хозяйства в современном смысле этого слова) в Древней Греции. Агораномия включала в себя чеканку монет, обмен и полисную экономику в промежутке от Архаического до Эллинистического периода. Сюда относят Гомеровский и Архаичный обмен, торговое законодательство и конные расходы
В Афинской системе городского управления имелась должность агоранома: «В Афинах было также множество различных коллегий магистратов, основными функциями которых была организация управления внутригородской жизнью. 10 астиномов следили за санитарным состоянием города, 10 агораномов наблюдали за соблюдением правил рыночной торговли, 10 метрономов отвечали за правильность мер и весов, 10 ситофилаков, хлебных надзирателей, постоянно следили за ценами на хлеб (о важности этой коллегии говорит тот факт, что в середине IV в. до н. э, число её членов увеличилось с 10 до 35: 20 вели наблюдение за хлебной торговлей в Афинах, а 15—в Пирее.)»
Известно, что слово «экономика» происходит от древнегреческих слов οἰκονόμος (гр. — управляющий домашним хозяйством — образовано из οἴκος — дом, и νέμω — управлять, устраивать), οἰκονομία (гр. — управление домашним хозяйством), οἰκονομικός (гр. — «экономика» (то есть как объект управления) домашнего хозяйства или семьи). Во введениях к отечественным учебникам по экономике встречается несколько иное толкование: слова «экономика» (гр. ойкономия) представляет сочетание слов «ойкос» — дом, хозяйство и «номос» — закон. В них же изобретение слова (составление его из двух частей «ойкос» и «номос» приписывается древнегреческому поэту Гесиоду (VIII—VII века до н. э.). Считается, что первым (или по крайней мере одним из первых) стал использовать термин «экономика» в научном смысле Аристотель. В Политике он выделял два вида богатства: естественное, доставляемое в результате разумного ведения хозяйства (которое в настоящее время называется натуральным). Наука о нем — экономика. Второй источник или способ приобретения богатства — торговля. Хрематистика — искусство получать деньги за счёт торговли и ростовщичества.
Термин «агораномия» шире Аристотелевского термина «экономика», он включает в себя и экономику (полисную) и хрематистику.
Агораномические отношения Древней Греции были весьма развиты. Подтверждение тому встречается в Политике Аристотеля, где имеется намёк на существовавшую уже тогда обширность агораномического законодательства: «Правда, Сократ утверждает, что воспитание избавит граждан иметь много узаконений, например касающихся астиномии, агораномии и тому подобного, поскольку воспитание будут получать только стражи»).
(КНИГА ВТОРАЯ (В).II.13).
В пользу развитости агораномических отношений свидетельствует существование множества теорий по вопросам агораномии. Например софисты теоретизировали о домоводстве (практических или житейских вопросах). У Платона имеется замечание о том, что софист Протагор учил, «как лучше всего управлять своим домом и как сделаться способным государственным деятелем и оратором» (Протагор, 318 Е). Подобные ссылки встречаются в сочинениях и других античных авторов.
Ксенофонт (430—354 до н. э.) одним из первых изложил свою теорию в произведении, названном «Домострой». Уже из оглавления понятно о чём идёт речь:
•Глава 1
Определение понятия о хозяйстве

•Глава 2
Важность науки о хозяйстве. Богатство Сократа и бедность Критобула. Желание Критобула изучить эту науку

•Глава 3
Хозяйство у дурных и хороших хозяев

•Глава 4
Занятие ремёслами, военным делом и земледелием. Посещение Кира Лисандром

•Глава 5
Похвала земледелию. Неблагоприятная сторона земледелия

•Глава 6
Общие выводы. Исхомах

•Глава 7
Знакомство Сократа с Исхомахом. Жена Исхомаха. Цель брака. Обязанности жены

•Глава 8
Домашнее благоустройство

•Глава 9
Об устройстве дома. Управительница. Значение хозяйки

•Глава 10
Отучение жены от румян и белил и приучение к укреплению тела заботами о хозяйстве

•Глава 11
Деятельность Исхомаха

•Глава 12
Управляющий. Выбор его и подготовка

•Глава 13
Качества управляющего

•Глава 14
Законы для слуг о честности

•Глава 15
Необходимость изучать земледелие

•Глава 16
Почва и обработка её

•Глава 17
Посев

•Глава 18
Уборка хлеба и очистка зерна

•Глава 19
Садоводство

•Глава 20
Заботливые и нерадивые земледельцы

•Глава 21
Умение обращаться с людьми и повелевать ими
Платон (428—347 до н. э.) в Государстве и Законах высказывался за натурально-хозяйственные отношения рабовладельческого общества идеального государства. Вопрос о собственности решается им следующим образом. Высшие сословия — философы и воины — не должны обременять себя собственностью, потому их собственность общая. Чернь — земледельцы, ремесленники, купцы — владеет частной собственностью. Рабы приравниваются к собственности. И т. д.
Аристотель (384—322 до н. э.) в первой книге Политики рассматривает виды труда, способы ведения хозяйства, накопления богатства и приобретения собственности, выделяет три вида торговли — тразитную, морскую и розничную, — рассуждает о смысле денег, критикует ростовщичество и т. д. Во второй книге критикует теорию общественной собственности, доказывает необходимость частной собственности для всех.